# Лесото на Светском првенству у атлетици на отвореном 2013.
Лесото је учествовао на Светском првенству у атлетици на отвореном 2013. одржаном у Москви од 10. до 18. августа четрнаести пут, односно учествовао је на свих првенствима до данас. Репрезентацију Лесота представљала су три атлетичара који су се такмичили у две дисциплине.
На овом првенству Лесото није освојио ниједну медаљу, нити је оборен неки рекорд.

## Учесници
Мушкарци:
- Мосито Лехата — 200 м
- Jobo Khatoane — Маратон
- Tsepo Ramonene — Маратон

## Резултати

### Мушкарци
| Атлетичар      | Дисциплина | Лични рекорд        | Квалификације | Квалификације | Полуфинале | Полуфинале | Финале               | Финале             | Детаљи |
| Атлетичар      | Дисциплина | Лични рекорд        | Резултат      | Место         | Резултат   | Место      | Резултат             | Место              | Детаљи |
| -------------- | ---------- | ------------------- | ------------- | ------------- | ---------- | ---------- | -------------------- | ------------------ | ------ |
| Мосито Лехата  | 200 м      | 20,37 (+1.8 m/s) НР | 20,46 КВ      | 3. у гр 2     | 20,68      | 8. у гр 3  | Није се квалификовао | 23 / 55 (56)       |        |
| Jobo Khatoane  | Маратон    | 2:16:49             |               |               |            |            | Нису завршили трку   | Нису завршили трку |        |
| Tsepo Ramonene | Маратон    | 2:16:51             |               |               |            |            | Нису завршили трку   | Нису завршили трку |        |